# Кибеч, Анатолий Ильич
Анатолий Ильич Кибеч (чув. Анатолий Кипеч; по паспорту Ефимов; род. 10 августа 1937, Челкумаги, Канашский район, Чувашская АССР) — чувашский прозаик, поэт и драматург, педагог. Народный писатель Чувашской Республики (2016), член Союза писателей Российской Федерации.
Кандидат педагогических наук (1976), заслуженный работник культуры Чувашской АССР (1977).

## Биография
После сельской школы обучался в Канашском педагогическом училище В 1968 году окончил музыкально-педагогический факультет Чувашского педагогического института, в 1976 году аспирантуру при Научно-исследовател. институте общих проблем воспитания АПН СССР.
В 1976-1982 годах занимал на кафедре философии Чувашского государственного университета должность доцента. В 1982—1999 годах — доцент Чувашского педагогического института.

## Работы
Автор текста гимна города Чебоксары «Шурă Шупашкар» («Светлый город Чебоксары»). В содружестве с чувашскими композиторами Ю. Кудаковым, И. Аршиновым, Ю. Григорьевым, Ю. Жуковым, А. Никитиным написал около 100 песен.
Напечатанные книги (на чувашском языке):
- «Юратнă юрăсем» /Любимые песни (1995);
- «Пурнăç çулĕ такăр мар» / Жизненный путь тернист (1995);
- «Чăваш пулма çăмăл мар» / Не легко быть чувашом (1996);
- «Хĕç тумалли хурçă» / Сталь для меча (1997);
- «Юратусăр телей çук» /Без любви нет счастья (2000);
- "Улăп таврăнни / Возвращение Улыпа (2001);
- «Пурнăç кĕнеки» / Книга жизни (2002);
- «Кĕлĕ» / Моления (2004);
- «Шартлама» / Стужа (2005).

## Награды
- Народный писатель Чувашской Республики (2016)
- Заслуженный работник культуры Чувашской АССР (1977)
- Почётный гражданин Канашского района (2010)[4]
- Медаль «За заслуги перед городом Чебоксары» (2017)[4]
- Памятная медаль «100-летие образования Чувашской автономной области» (2020)